# Khướu đất vằn chấm
Khướu đất vằn chấm hay khướu đất hung (danh pháp khoa học: Elachura formosa) là một loài chim trước đây xếp trong chi Spelaeornis như là S. formosus thuộc họ Timaliidae, nhưng từ 2014 đã được tách ra để xếp trong họ riêng của chính nó là Elachuridae.

## Sinh thái và phân bố
Loài chim này được tìm thấy ở Bangladesh, Bhutan, Trung Quốc, Ấn Độ, Lào, Myanmar, Nepal, và Việt Nam. Môi trường sống tự nhiên của chúng là rừng núi ẩm nhiệt đới hoặc cận nhiệt đới.